# Województwo pomorskie
Województwo pomorskie – jednostka podziału administracyjnego Polski, jedno z 16 województw, położone w północnej części kraju. Siedzibą władz województwa jest Gdańsk. Obejmuje obszar o powierzchni 18 310,34 km². Jest najdalej wysuniętym na północ województwem państwa.
30 czerwca 2024 roku województwo miało ponad 2,36 mln mieszkańców.

## Historia

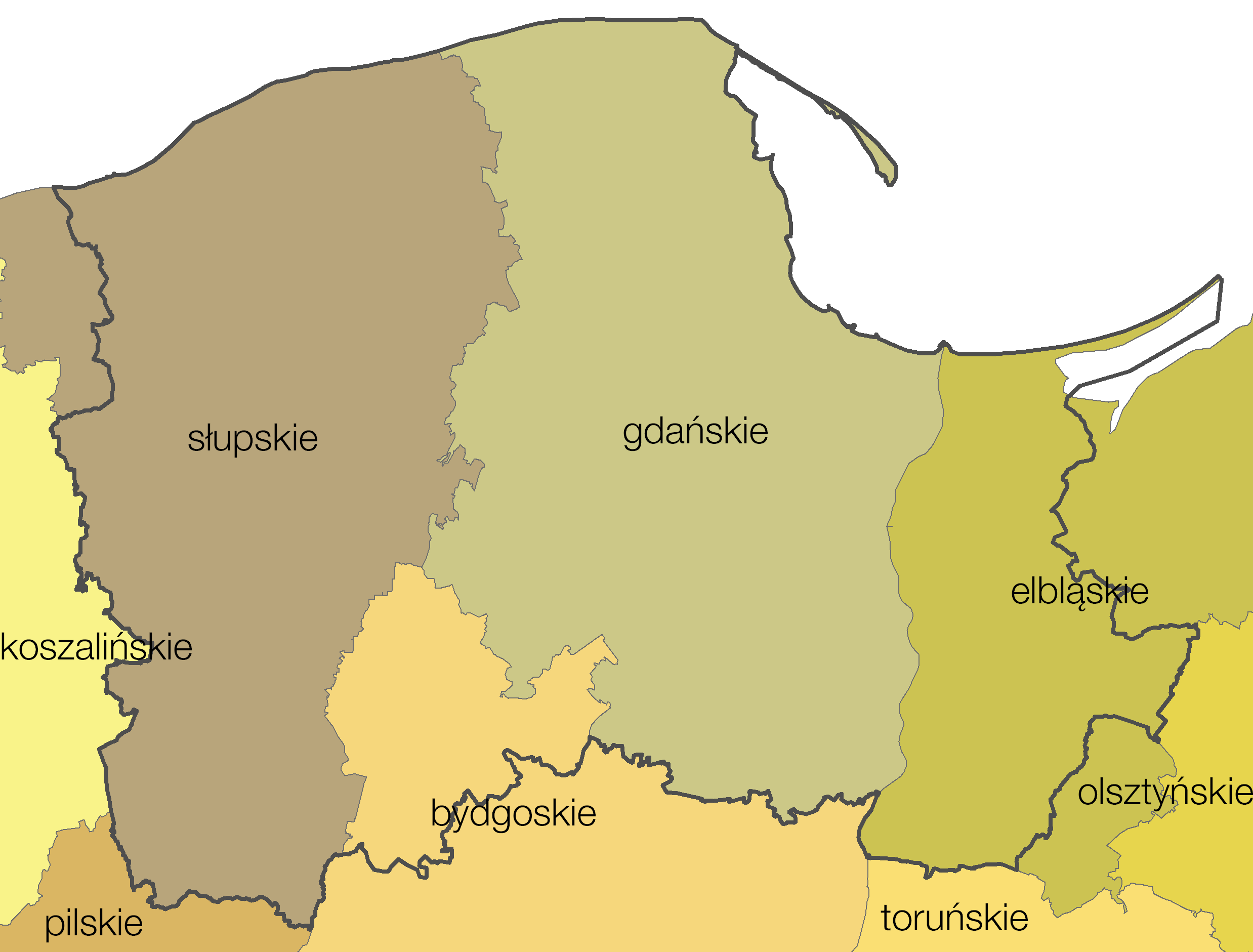
Województwa z lat 1975–1998 z granicą obecnego województwa pomorskiego

Województwo pomorskie zostało utworzone w 1999 roku z województw poprzedniego podziału administracyjnego:
- gdańskiego (w całości)
- słupskiego (oprócz gmin powiatu sławieńskiego)
- elbląskiego (tylko gminy powiatów nowodworskiego, malborskiego, kwidzyńskiego i obecnego sztumskiego)
- bydgoskiego (tylko 3 z 4 gmin powiatu chojnickiego).

W wyniku protestów Bydgoszczy nie udało się utworzyć wielkiego regionu pomorskiego obejmującego również Bydgoszcz, Toruń, Włocławek i Grudziądz (obecnie będących częścią województwa kujawsko-pomorskiego).

## Geografia
Według danych z 1 stycznia 2014 r. powierzchnia województwa wynosiła 18 310,34 km².
Według danych z 31 grudnia 2012 r. w woj. pomorskim lasy obejmowały powierzchnię 664,4 tys. ha, co stanowiło 36,3% jego powierzchni. 9,8 tys. ha lasów znajdowało się w obrębie parków narodowych.

### Położenie administracyjne
Województwo jest położone w północnej Polsce i graniczy z:
- Rosją (z obwodem królewieckim) – granica państwowa przecina Mierzeję Wiślaną na długości 0,8 km

oraz z województwami:
- kujawsko-pomorskim na długości 238,8 km na południu
- warmińsko-mazurskim na długości 191,4 km na wschodzie
- wielkopolskim na długości 61,7 km na południowym zachodzie
- zachodniopomorskim na długości 182,2 km na zachodzie

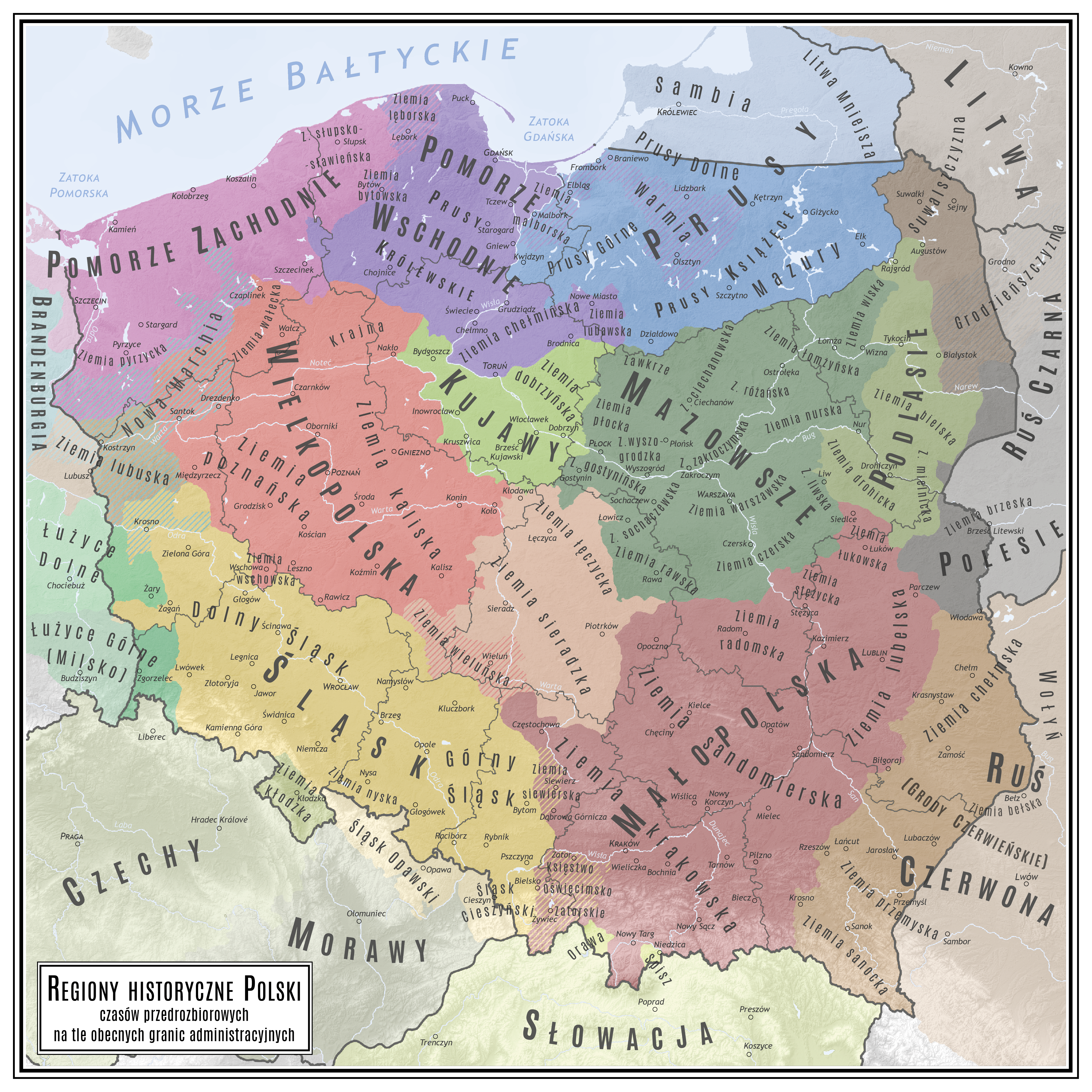
Krainy historyczne woj. pomorskiego i Polski na tle współczesnych granic administracyjnych

### Położenie historyczne
Większość obszaru województwa znajduje się na terenie Pomorza Gdańskiego. Poza tym jego północno-zachodnia część zaliczana jest do Pomorza Zachodniego, natomiast część wschodnia do Prus.

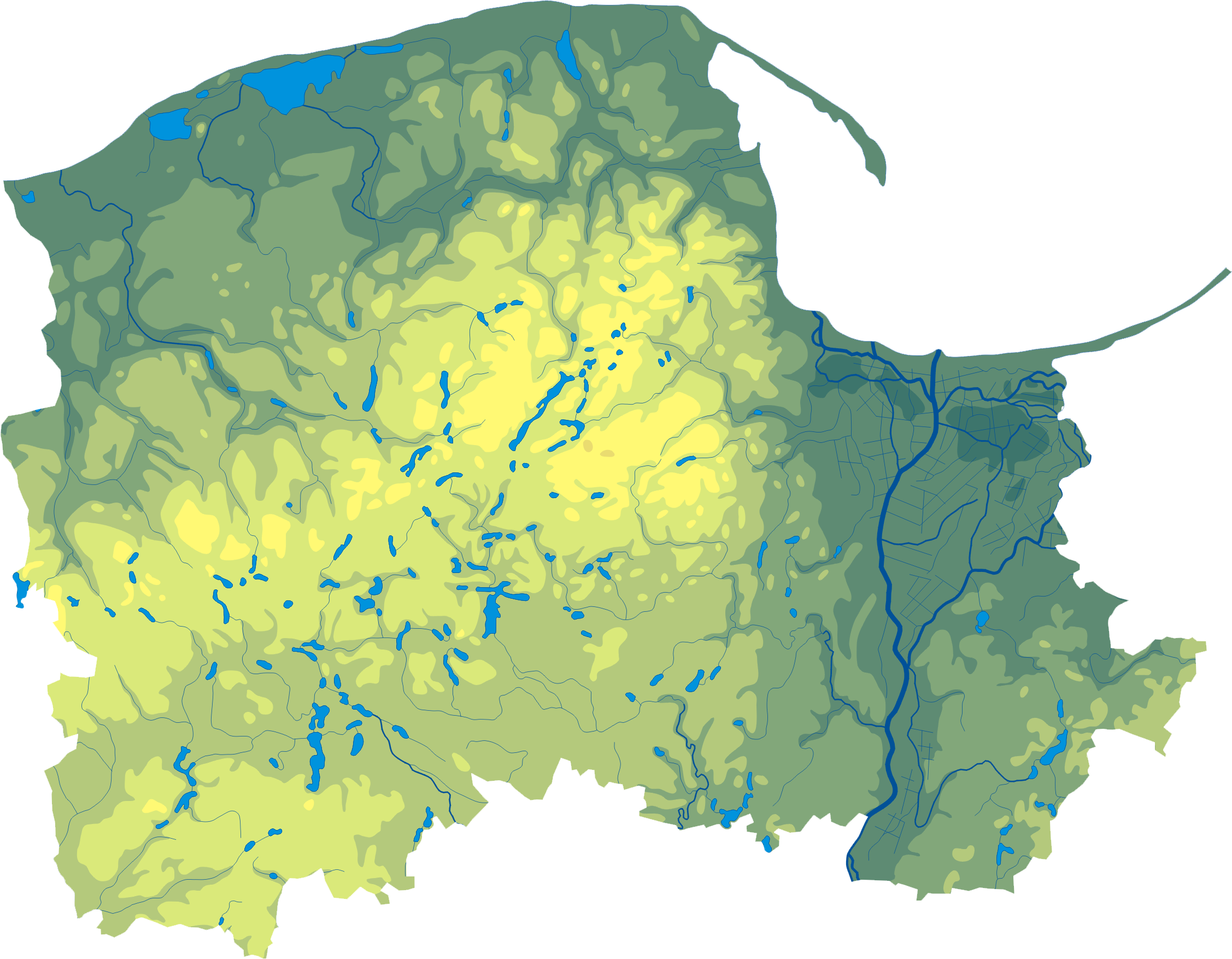
Mapa fizyczna województwa.

### Topografia
W wymiarze północ-południe województwo rozciąga się na długości 149 km, to jest 1°20′41″. W wymiarze wschód-zachód rozpiętość województwa wynosi 192 km, co w mierze kątowej daje 2°56′15″.
Współrzędne geograficzne skrajnych punktów:
- północny: 54°50′08″ szer. geogr. N – pn. narożnik działki ewidencyjnej nr 1 (powiat pucki),
- południowy: 53°29′27″ szer. geogr. N – pd. narożnik działki ewidencyjnej nr 5280/3 (powiat człuchowski),
- zachodni: 16°42′40″ dług. geogr. E – działka ewidencyjna nr 20/7 (powiat słupski),
- wschodni: 19°38′55″ dług. geogr. E – przecięcie granicy państwowej z pn. brzegiem Zalewu Wiślanego na Mierzei Wiślanej na wsch. od słupka granicznego nr 2436 (powiat nowodworski).

Najwyższym punktem jest wierzchołek Wieżycy – 329 m n.p.m.
W Jastrzębiej Górze znajduje się najdalej na północ wysunięty punkt Polski – Gwiazda Północy (54°50′08,8″N 18°18′00,5″E/54,835778 18,300139).

## Podział administracyjny
Województwo pomorskie jest podzielone na 16 powiatów oraz cztery miasta na prawach powiatu.
| Herb | Miasto na prawach powiatu | Populacja (30 czerwca 2024) | Powierzchnia [km²] |
| ---- | ------------------------- | --------------------------- | ------------------ |
|      | Gdańsk                    | 487 834                     | 683                |
|      | Gdynia                    | 240 554                     | 391                |
|      | Słupsk                    | 85 135                      | 52,72              |
|      | Sopot                     | 31 696                      | 28                 |

| Herb | Powiat              | Siedziba          | Populacja (2024) | Powierzchnia [km²] |
| ---- | ------------------- | ----------------- | ---------------- | ------------------ |
|      | Powiat wejherowski  | Wejherowo         | 230 301          | 1279,84            |
|      | Powiat kartuski     | Kartuzy           | 154 695          | 1120,04            |
|      | Powiat gdański      | Pruszcz Gdański   | 132 802          | 793,17             |
|      | Powiat starogardzki | Starogard Gdański | 124 979          | 1345,28            |
|      | Powiat tczewski     | Tczew             | 110 865          | 697,54             |
|      | Powiat słupski      | Słupsk            | 96 140           | 2294,41            |
|      | Powiat chojnicki    | Chojnice          | 95 759           | 1364,25            |
|      | Powiat pucki        | Puck              | 92 154           | 577,85             |
|      | Powiat kwidzyński   | Kwidzyn           | 79 941           | 834,64             |
|      | Powiat bytowski     | Bytów             | 76 302           | 2192,81            |
|      | Powiat kościerski   | Kościerzyna       | 72 201           | 1165,85            |
|      | Powiat lęborski     | Lębork            | 63 576           | 706,99             |
|      | Powiat malborski    | Malbork           | 60 438           | 494,63             |
|      | Powiat człuchowski  | Człuchów          | 52 978           | 1574,41            |
|      | Powiat sztumski     | Sztum             | 38 093           | 730,85             |
|      | Powiat nowodworski  | Nowy Dwór Gdański | 33 513           | 652,75             |

## Urbanizacja
W województwie pomorskim znajdują się 43 miasta, w tym Trójmiasto, czyli zespół trzech miast: Gdańska, Gdyni i Sopotu. Kolejne trzy miasta: Wejherowo, Rumia i Reda nazywane są Małym Trójmiastem Kaszubskim. Aglomeracja trójmiejska składa się z siedmiu miast, również z Pruszcza Gdańskiego. Niektórzy urbaniści zaliczają do niej ponadto Puck, Tczew i Żukowo.
Podkreślono siedziby władz powiatów, a pogrubiono miasta na prawach powiatu.
Liczba mieszkańców na dzień 30 czerwca 2024:
| Herb | Miasto            | Powiat                    | Populacja | Powierzchnia [km²] |
| ---- | ----------------- | ------------------------- | --------- | ------------------ |
|      | Gdańsk            | Miasto na prawach powiatu | 487 834   | 683                |
|      | Gdynia            | Miasto na prawach powiatu | 240 554   | 391                |
|      | Słupsk            | Miasto na prawach powiatu | 85 135    | 52,72              |
|      | Tczew             | Powiat tczewski           | 56 676    | 22,26              |
|      | Rumia             | Powiat wejherowski        | 53 585    | 30,09              |
|      | Wejherowo         | Powiat wejherowski        | 45 734    | 25,65              |
|      | Starogard Gdański | Powiat starogardzki       | 45 184    | 25,27              |
|      | Chojnice          | Powiat chojnicki          | 38 508    | 21,05              |
|      | Kwidzyn           | Powiat kwidzyński         | 36 731    | 21,54              |
|      | Malbork           | Powiat malborski          | 36 573    | 17,15              |
|      | Lębork            | Powiat lęborski           | 33 864    | 17,86              |
|      | Pruszcz Gdański   | Powiat gdański            | 32 270    | 16,47              |
|      | Sopot             | Miasto na prawach powiatu | 31 696    | 28                 |
|      | Reda              | Powiat wejherowski        | 28 866    | 34,96              |
|      | Kościerzyna       | Powiat kościerski         | 23 353    | 15,83              |
|      | Bytów             | Powiat bytowski           | 16 218    | 8,72               |
|      | Kartuzy           | Powiat kartuski           | 13 687    | 6,23               |
|      | Ustka             | Powiat słupski            | 13 574    | 10,19              |
|      | Człuchów          | Powiat człuchowski        | 12 958    | 12,48              |
|      | Puck              | Powiat pucki              | 10 419    | 4,9                |
|      | Czersk            | Powiat chojnicki          | 9 843     | 9,73               |
|      | Nowy Dwór Gdański | Powiat nowodworski        | 9 499     | 5,06               |
|      | Miastko           | Powiat bytowski           | 9 435     | 5,68               |
|      | Władysławowo      | Powiat pucki              | 9 154     | 12,59              |
|      | Sztum             | Powiat sztumski           | 8 895     | 4,59               |
|      | Prabuty           | Powiat kwidzyński         | 8 053     | 7, 29              |
|      | Pelplin           | Powiat tczewski           | 7 118     | 4,45               |
|      | Żukowo            | Powiat kartuski           | 6 723     | 5                  |
|      | Skarszewy         | Powiat starogardzki       | 6 587     | 9,43               |
|      | Gniew             | Powiat tczewski           | 6 098     | 6,23               |
|      | Czarne            | Powiat człuchowski        | 5 547     | 46,39              |
|      | Brusy             | Powiat chojnicki          | 5 053     | 5,1                |
|      | Dzierzgoń         | Powiat sztumski           | 4 850     | 3,88               |
|      | Debrzno           | Powiat człuchowski        | 4 805     | 7,52               |
|      | Kobylnica         | Powiat słupski            | 4 634     | 3,96               |
|      | Nowy Staw         | Powiat malborski          | 3 952     | 4,65               |
|      | Skórcz            | Powiat starogardzki       | 3 422     | 3,67               |
|      | Kępice            | Powiat słupski            | 3 254     | 4,65               |
|      | Łeba              | Powiat lęborski           | 3 029     | 14,8               |
|      | Hel               | Powiat pucki              | 2 755     | 21,27              |
|      | Czarna Woda       | Powiat starogardzki       | 2 643     | 9,9                |
|      | Jastarnia         | Powiat pucki              | 2 581     | 8                  |
|      | Krynica Morska    | Powiat nowodworski        | 1 159     | 102,04             |

## Ochrona przyrody
Parki Narodowe:
- Słowiński Park Narodowy
- Park Narodowy Bory Tucholskie

Parki Krajobrazowe
- Nadmorski Park Krajobrazowy
- Rezerwat Biosfery Bory Tucholskie
- Kaszubski Park Krajobrazowy
- Nadmorski Park Krajobrazowy
- Park Krajobrazowy Mierzeja Wiślana
- Park Krajobrazowy Dolina Słupi
- Park Krajobrazowy Pojezierza Iławskiego
- Trójmiejski Park Krajobrazowy
- Tucholski Park Krajobrazowy
- Wdzydzki Park Krajobrazowy
- Zaborski Park Krajobrazowy

Obszary chronione powiatu słupskiego

## Demografia
Dane z 30 czerwca 2024
| Ogółem                            | Ogółem    | Kobiety | Kobiety   | Mężczyźni | Mężczyźni |    |
| --------------------------------- | --------- | ------- | --------- | --------- | --------- | -- |
| Jednostka                         | osób      | %       | osób      | %         | osób      | %  |
| Populacja                         | 2 358 323 | 100     | 1 212 876 | 51        | 1 145 447 | 49 |
| Gęstość zaludnienia [mieszk./km²] | 129       | 129     | 66        | 66        | 63        | 63 |

| Narodowość     | Liczba w tys. | Udział |
| -------------- | ------------- | ------ |
| Polacy         | 2 155         | 91,41% |
| Kaszubi        | 175           | 7,42%  |
| Niemcy         | 7,05          | 0,30%  |
| Ukraińcy       | 6,07          | 0,25%  |
| Ślązacy        | 1,03          | 0,04%  |
| Białorusini    | 2,6           | 0,11%  |
| Anglicy        | 3,7           | 0,16%  |
| Żydzi          | 1,09          | 0,05%  |
| Rosjanie       | 1,1           | 0,05%  |
| Amerykanie     | 1,3           | 0,06%  |
| Inna           | 12,8          | 0,54%  |
| Pozostali      | 4,93          | 0,21%  |
| Ludność ogółem | 2 357         | 100%   |

| Język          | Liczba w tys. | Udział |
| -------------- | ------------- | ------ |
| polski         | 2 187         | 92,79% |
| kaszubski      | 88,3          | 3,75%  |
| angielski      | 54,6          | 2,32%  |
| niemiecki      | 15            | 0,64%  |
| rosyjski       | 4,8           | 0,20%  |
| ukraiński      | 3,6           | 0,15%  |
| Pozostałe      | 16,45         | 0,70%  |
| Ludność ogółem | 2 357         | 100%   |

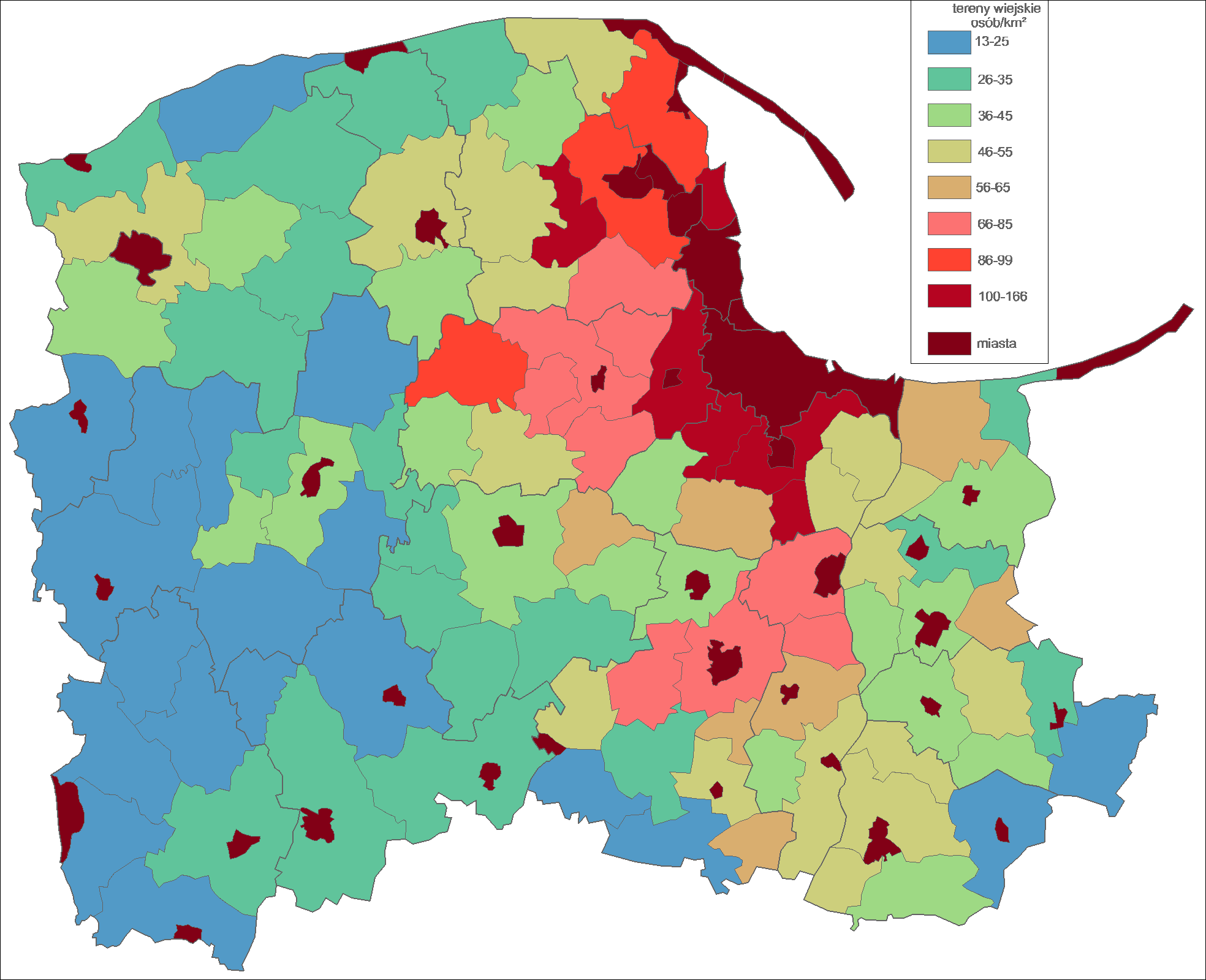
Gęstość zaludnienia w województwie pomorskim terenów wiejskich w osobach na km² (w przekroju gminnym, stan 1 stycznia 2007 roku).

- Piramida wieku mieszkańców W. pomorskiego w 2014 roku[15].

|                                                                                | \| Struktura wyznaniowa w województwie Pomorskim, według spisu ludności z 2021 r.[12] \| Struktura wyznaniowa w województwie Pomorskim, według spisu ludności z 2021 r.[12] \| Struktura wyznaniowa w województwie Pomorskim, według spisu ludności z 2021 r.[12] \| \| Deklaracje \| Liczba w tys. \| Udział \| \| ---------------------------------------------------------------------------------- \| ---------------------------------------------------------------------------------- \| ---------------------------------------------------------------------------------- \| \| Katolicyzm łaciński \| 1 583,7 \| 67,18% \| \| Prawosławie \| 3,1 \| 0,13% \| \| Protestantyzm (Luteranizm i K. Zielonoświątkowy) \| 3,9 \| 0,16% \| \| Greckokatolicyzm \| 3,04 \| 0,13% \| \| Świadkowie Jehowy \| 7,6 \| 0,32% \| \| Inne wyznania \| 4,9 \| 0,21% \| \| Deklaracje wyznaniowe \| 1 606,4 \| 68,14% \| \| Brak wyznania \| 202,7 \| 8,60% \| \| Odmowa odpowiedzi \| 574,4 \| 23,22% \| \| Brak wyznania i odmowa odp. \| 750,2 \| 31,82% \| \| Nie ustalono \| 824 \| 0,03% \| \| Ludność ogółem \| 2 357 \| 100% \| |        |
| Struktura wyznaniowa w województwie Pomorskim, według spisu ludności z 2021 r. | |        |
| Deklaracje                                                                     | Liczba w tys. | Udział |
| Katolicyzm łaciński                                                            | 1 583,7 | 67,18% |
| Prawosławie                                                                    | 3,1 | 0,13%  |
| Protestantyzm (Luteranizm i K. Zielonoświątkowy)                               | 3,9 | 0,16%  |
| Greckokatolicyzm                                                               | 3,04 | 0,13%  |
| Świadkowie Jehowy                                                              | 7,6 | 0,32%  |
| Inne wyznania                                                                  | 4,9 | 0,21%  |
| Deklaracje wyznaniowe                                                          | 1 606,4 | 68,14% |
| Brak wyznania                                                                  | 202,7 | 8,60%  |
| Odmowa odpowiedzi                                                              | 574,4 | 23,22% |
| Brak wyznania i odmowa odp.                                                    | 750,2 | 31,82% |
| Nie ustalono                                                                   | 824 | 0,03%  |
| Ludność ogółem                                                                 | 2 357 | 100%   |

1. Polacy (88,5%)
2. Kaszubi (7,22%)
3. Ukraińcy (1,72%)
4. Białorusini (0,60%)
5. Niemcy (0,32%)
6. Anglicy (0,16%)
7. Inni (1,45%)

## Gospodarka
W 2012 r. produkt krajowy brutto woj. pomorskiego wynosił 93,9 mld zł, co stanowiło 5,8% PKB Polski. Produkt krajowy brutto na 1 mieszkańca wynosił 41,0 tys. zł (97,9% średniej krajowej), co plasowało pomorskie na 5. miejscu względem innych województw.
Przeciętne miesięczne wynagrodzenie mieszkańca woj. pomorskiego w 3. kwartale 2011 r. wynosiło 3646,08 zł, co lokowało je na 3. miejscu względem wszystkich województw.
W końcu września 2019 liczba zarejestrowanych bezrobotnych w województwie obejmowała ok. 41,1 tys. mieszkańców, co stanowi stopę bezrobocia na poziomie 4,4% do aktywnych zawodowo.
W 2011 r. 9,1% mieszkańców w gospodarstwach domowych woj. pomorskiego miało wydatki poniżej granicy ubóstwa skrajnego (tzn. znajdowało się poniżej minimum egzystencji).
W 2018 dochody województwa wyniosły 1.040.835.988 zł (w tym 435 mln zł dotacji z budżetu państwa, 365,6 mln zł z podatku CIT i 100 mln zł z PIT), a wydatki 1.045.300.683 zł (z czego 578,8 mln zł pochłonęła organizacja transportu na obszarze województwa, 131,8 mln zł ochrona zdrowia i polityka społeczna, 112.6 mln zł kultura i ochrona dziedzictwa narodowego i 39,6 mln zł edukacja). W 2017 dochody województwa wynosiły nieco ponad 800 mln zł, a w 2016 ok. 730 mln zł.
W 2021 planowane dochody budżetu województwa wyniosą 998 726 544 zł (spadek o 50 mln w stosunku do roku 2020), a wydatki 1 121 926 544 zł (wzrost o ok. 20 mln). Zaplanowany deficyt budżetowy ma wynieść 123 200 000 zł. Z kolei na rok 2022 zaplanowano dochody w wysokości 1 264 mln zł, wydatki w wysokości 1 331 mln zł i deficyt budżetowy wynoszący 67 mln zł.

## Bezpieczeństwo publiczne
W województwie pomorskim działa centrum powiadamiania ratunkowego, które znajduje się w Gdańsku i które obsługuje zgłoszenia alarmowe kierowane do numerów alarmowych 112, 997, 998 i 999.

## Transport

### Transport lotniczy
- Lotnisko w Gdańsku

### Transport morski
- Promy do Szwecji

### Drogi krajowe i trasy europejskie
| Trasa europejska | Przebieg (kursywą miejscowości poza granicami Polski, pogrubionym tekstem miejscowości w granicach woj. pomorskiego) | Ważniejsze miejscowości                                                   |
| ---------------- | --- | ------------------------------------------------------------------------- |
| E28              | Berlin – Kołbaskowo – Szczecin – Goleniów – Koszalin – Słupsk – Gdynia – Gdańsk – Elbląg – Grzechotki – Królewiec – Wilno – Mińsk | Słupsk, Lębork, Wejherowo, Reda, Rumia, Gdynia, Gdańsk, Nowy Dwór Gdański |
| E75              | Vardø – Oulu – Lahti – Helsinki – Gdańsk – Rusocin – Swarożyn – Grudziądz – Toruń – Włocławek – Kutno – Łódź – Piotrków Trybunalski – Częstochowa – Pyrzowice – Bratysława – Gyór – Budapeszt – Segedyn – Nowy Sad – Belgrad – Skopje – Saloniki – Ateny – Sitia | Gdańsk, Pruszcz Gdański, Pelplin                                          |
| E77              | Psków – Ryga – Szawle – Sowieck – Królewiec – Gdańsk – Elbląg – Ostróda – Olsztynek – Płońsk – Warszawa – Radom – Kielce – Kraków – Rabka-Zdrój – Chyżne – Bańska Bystrzyca – Budapeszt                                                                          | Gdańsk, Nowy Dwór Gdański                                                 |

| Droga krajowa | Przebieg (pogrubionym tekstem miejscowości w województwie) | Ważniejsze miejscowości                                                         |
| ------------- | --- | ------------------------------------------------------------------------------- |
| A1            | (Gdańsk) Rusocin – Swarożyn – Grudziądz – Toruń – Włocławek – Kutno – Stryków – Łódź – Rzgów – Piotrków Trybunalski – Radomsko – Częstochowa – Pyrzowice – Zabrze – Gliwice – Gorzyczki (Ostrawa) | Gdańsk, Pruszcz Gdański, Pelplin                                                |
| S6            | (Berlin) Kołbaskowo – Police – Goleniów – Koszalin – Słupsk – Lębork – Gdynia – Gdańsk – Rusocin (Toruń)                                                                                          | Słupsk, Lębork, Szemud, Gdynia, Gdańsk                                          |
| S7            | Gdańsk – Nowy Dwór Gdański – Elbląg – Ostróda – Olsztynek – Płońsk – Warszawa – Grójec – Białobrzegi – Radom – Skarżysko-Kamienna – Kielce – Kraków – Rabka-Zdrój (Budapeszt)                     | Gdańsk, Nowy Dwór Gdański                                                       |
| 6             | (Berlin) Kołbaskowo – Szczecin – Goleniów – Koszalin – Słupsk – Lębork – Gdynia – Gdańsk – Rusocin (Toruń)                                                                                        | Słupsk, Lębork, Luzino, Wejherowo, Reda, Rumia, Gdynia, Gdańsk                  |
| 7             | Żukowo – Gdańsk – Nowy Dwór Gdański – Elbląg – Ostróda – Olsztynek – Płońsk – Warszawa – Grójec – Białobrzegi – Radom – Skarżysko-Kamienna – Kielce – Kraków – Rabka-Zdrój – Chyżne (Budapeszt)   | Żukowo, Gdańsk, Nowy Dwór Gdański                                               |
| 20            | Gdynia – Chwaszczyno – Żukowo – Kościerzyna – Bytów – Miastko – Biały Bór – Szczecinek – Drawsko Pomorskie – Stargard (Szczecin)                                                                  | Gdynia, Żukowo, Kościerzyna, Bytów, Miastko                                     |
| 21            | Ustka – Słupsk – Miastko (Szczecin) | Ustka, Słupsk, Miastko                                                          |
| 22            | (Berlin) Kostrzyn nad Odrą – Gorzów Wielkopolski – Wałcz – Jastrowie – Podgaje – Człuchów – Swarożyn – Czarlin – Malbork – Elbląg – Braniewo – Grzechotki (Królewiec)                             | Człuchów, Chojnice, Czersk, Czarna Woda, Starogard Gdański, Malbork, Stare Pole |
| 25            | (Koszalin) Bobolice – Biały Bór – Człuchów – Bydgoszcz – Inowrocław – Strzelno – Konin – Kalisz – Ostrów Wielkopolski – Antonin – Oleśnica (Wrocław)                                              | Człuchów                                                                        |
| 55            | (Gdańsk) Nowy Dwór Gdański – Nowy Staw – Malbork – Sztum – Kwidzyn – Grudziądz – Stolno (Toruń)                                                                                                   | Nowy Dwór Gdański, Nowy Staw, Malbork, Sztum, Kwidzyn, Gardeja                  |
| 89            | Gdańsk /węzeł Port/ – Gdańsk /morskie przejście graniczne Westerplatte/ | Gdańsk                                                                          |
| 90            | (Gdańsk) Rakowiec – Baldram (Toruń) |                                                                                 |
| 91            | Gdańsk – Pruszcz Gdański – Czarlin – Grudziądz – Świecie – Toruń – Włocławek – Kowal – Krośniewice – Łęczyca – Zgierz – Łódź – Rzgów – Piotrków Trybunalski – Radomsko – Częstochowa              | Gdańsk, Pruszcz Gdański, Pszczółki, Tczew, Gniew                                |

### Transport kolejowy

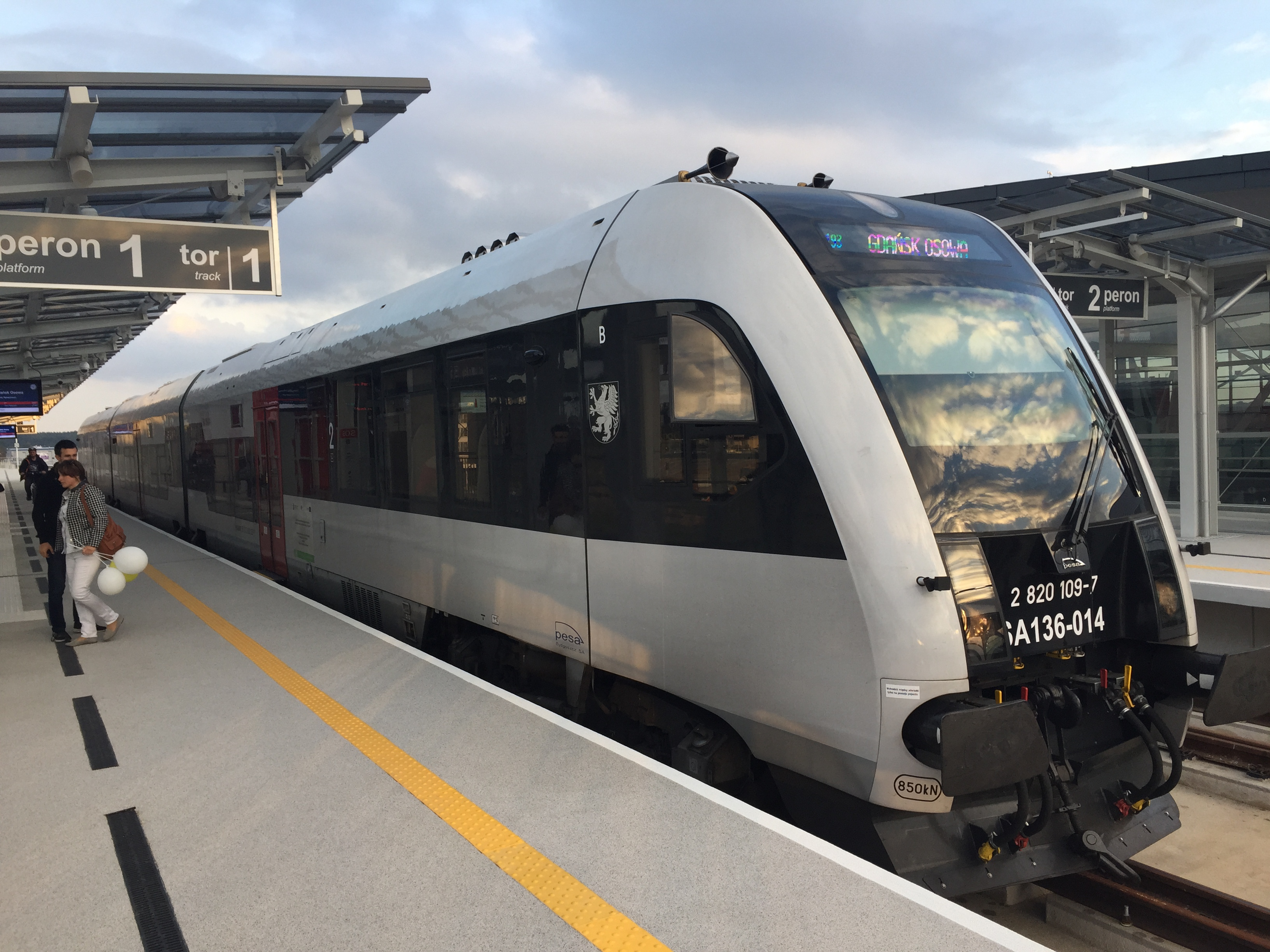
Pociąg SA136-014 Pomorskiej Kolei Metropolitarnej na stacji Gdańsk Port Lotniczy

W roku 2016 w województwie odprawiono 53,7 mln pasażerów korzystających z usług kolei. 94% z nich podróżowało w relacjach regionalnych i aglomeracyjnych. Statystyczny mieszkaniec województwa wykonał w ciągu roku 23,3 podróże, wobec 18,9 w woj. mazowieckim i przeciętnie 7,6 km w skali kraju.
Województwo pomorskie jest obecnie właścicielem 39 elektrycznych zespołów trakcyjnych i 27 autobusów szynowych, kupionych przez Urząd Marszałkowski. Stacjonują one w lokomotywowniach Gdynia Cisowa i Chojnice.
| ozn. kolejowe | ozn. producenta | numery                                | liczba | producent | przewoźnik                                      |
| ------------- | --------------- | ------------------------------------- | ------ | --------- | ----------------------------------------------- |
| EN57          | 5B/6B           | 967, 986, 989, 1100, 1112, 1128, 1184 | 7      | Pafawag   | Polregio                                        |
| EN57AL        | 5B/6B           | 1324, 1464, 1531, 1550, 1786          | 5      | Pafawag   | Polregio                                        |
| EN57AP        | 5B/6B           | 1435, 1507, 1603, 1618                | 4      | Pafawag   | Polregio                                        |
| EN71          | 5Bg/6Bg         | 006, 014, 018                         | 3      | Pafawag   | Polregio                                        |
| EN90 Impuls   | 45WE            | 001–010                               | 10     | Newag     | Polregio                                        |
| Impuls 2      | 31WEbb          | 009-018                               | 10     | Newag     | PKP Szybka Kolej Miejska w Trójmieście Polregio |
| SA103         | 214Ma           | 006, 011                              | 2      | Pesa      | Polregio                                        |
| SA109         | 212M            | 006                                   | 1      | Kolzam    | Polregio                                        |
| SA131         | 218M            | 001                                   | 1      | Pesa      | Polregio                                        |
| SA132         | 218Mb           | 005–007                               | 3      | Pesa      | Polregio                                        |
| SA133         | 218Mc           | 025–028                               | 4      | Pesa      | Polregio                                        |
| SA133         | 218Mc           | 029–031                               | 3      | Pesa      | Polregio                                        |
| SA136 Atribo  | 219M            | 013–019                               | 7      | Pesa      | Polregio                                        |
| SA137         | 220M            | 001–002                               | 2      | Newag     | Polregio                                        |
| SA138         | 221M            | 001–004                               | 4      | Newag     | Polregio                                        |

## Oświata[26]
Szkolnictwo wyższe:
- Politechnika Gdańska
- Uniwersytet Gdański

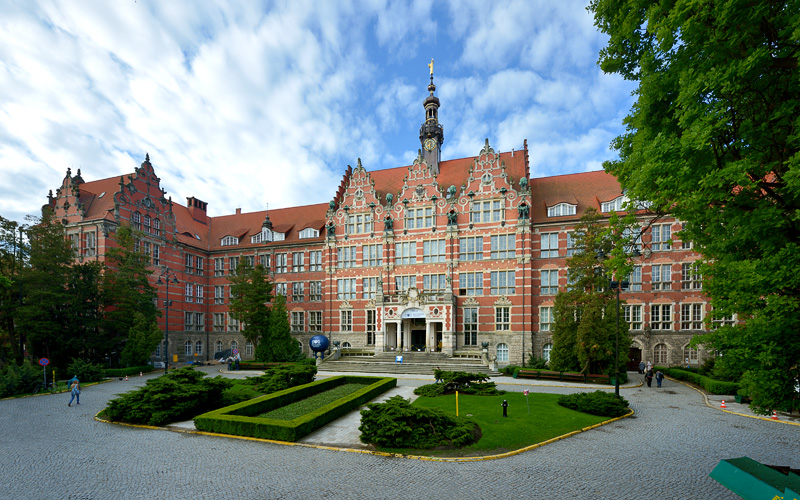
Gmach główny, Politechnika Gdańska – najstarsza politechnika w kraju

- Akademia Marynarki Wojennej w Gdyni
- Uniwersytet Morski w Gdyni
- Akademia Muzyczna im. Stanisława Moniuszki w Gdańsku
- Akademia Pomorska w Słupsku
- Akademia Sztuk Pięknych w Gdańsku
- Akademia Wychowania Fizycznego i Sportu im. Jędrzeja Śniadeckiego w Gdańsku
- Ateneum – Szkoła Wyższa
- Gdańska Szkoła Wyższa
- Gdańska Wyższa Szkoła Humanistyczna
- Gdański Uniwersytet Medyczny
- Gdańskie Seminarium Duchowne
- Kaszubsko-Pomorska Szkoła Wyższa w Wejherowie
- Polsko-Japońska Wyższa Szkoła Technik Komputerowych (wydziały zamiejscowe w Gdańsku)
- Pomorska Wyższa Szkoła Nauk Stosowanych w Gdyni
- Pomorska Wyższa Szkoła Polityki Społecznej i Gospodarczej w Starogardzie Gdańskim
- Powiślańska Szkoła Wyższa w Kwidzynie
- Szkoła Wyższa Prawa i Dyplomacji w Gdyni
- Wyższa Hanzeatycka Szkoła Zarządzania w Słupsku
- Wyższa Szkoła Administracji i Biznesu im. Eugeniusza Kwiatkowskiego w Gdyni
- Wyższa Szkoła Bankowa w Gdańsku
- Wyższa Szkoła Finansów i Administracji w Sopocie
- Wyższa Szkoła Finansów i Rachunkowości w Sopocie
- Wyższa Szkoła Komunikacji Społecznej w Gdyni w Gdyni
- Wyższa Szkoła Społeczno-Ekonomiczna w Gdańsku
- Wyższa Szkoła Turystyki i Hotelarstwa w Gdańsku
- Wyższa Szkoła Wychowania Fizycznego i Turystyki w Sopocie
- Wyższa Szkoła Zarządzania w Gdańsku
- Wyższe Seminarium Duchowne w Pelplinie

## Administracja

### Samorząd wojewódzki

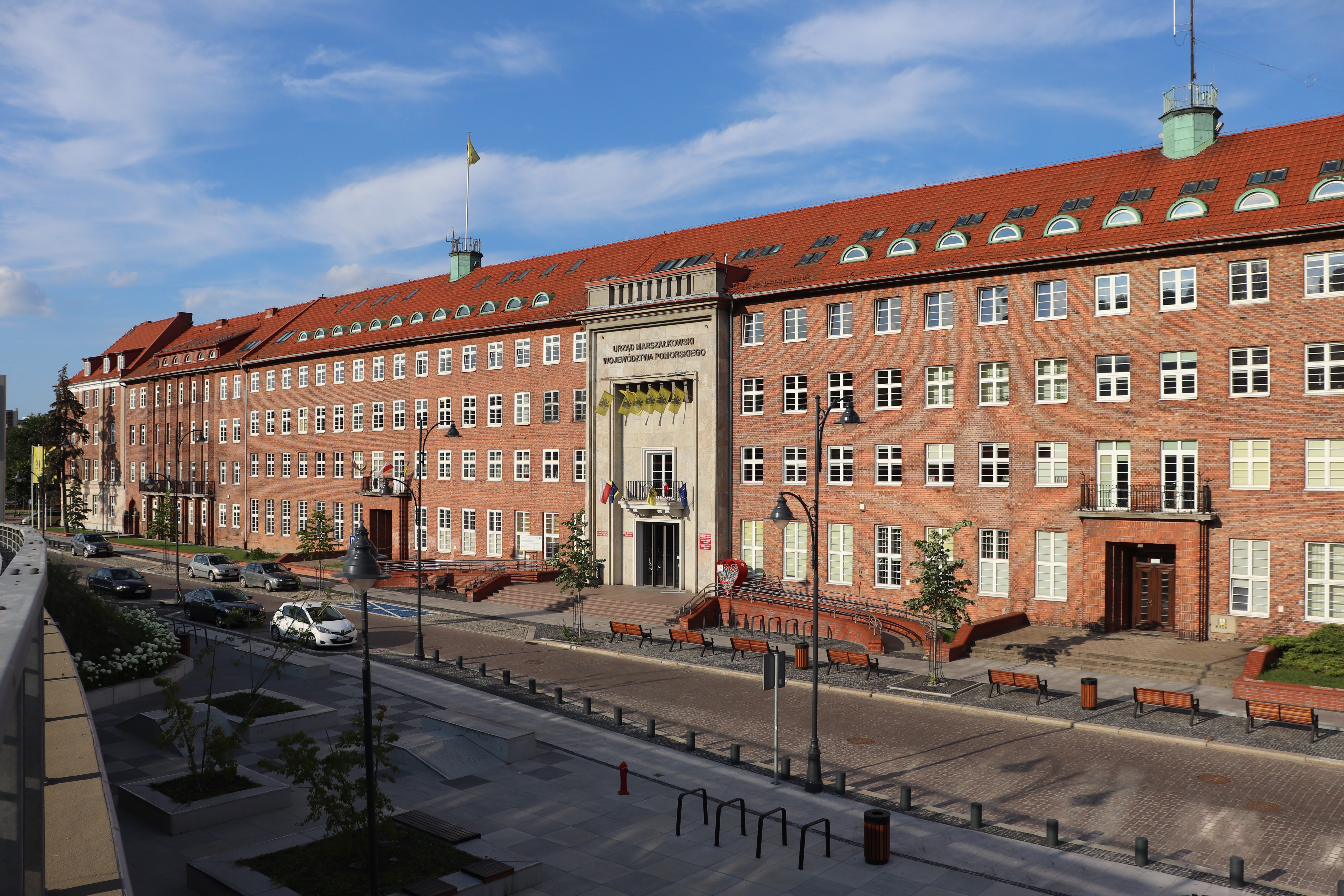
Siedziba Urzędu Wojewódzkiego oraz Urzędu Marszałkowskiego, Gdańsk

Organem uchwałodawczym jest Sejmik Województwa Pomorskiego, składający się z 33 radnych. Sejmik wybiera organ wykonawczy województwa, którym jest zarząd województwa, składający się z 5 członków z przewodniczącym mu marszałkiem. Siedzibą sejmiku województwa jest Gdańsk. W Słupsku znajduje się także oddział zamiejscowy urzędu marszałkowskiego.

#### Marszałkowie województwa pomorskiego
| Nr | Marszałek województwa | Okres urzędowania | Okres urzędowania |
| Nr | Marszałek województwa | od                | do                |
| -- | --------------------- | ----------------- | ----------------- |
| 1  | Jan Zarębski          | 01.01.1999        | 26.11.2002        |
| 2  | Jan Kozłowski         | 26.11.2002        | 22.02.2010        |
| 3  | Mieczysław Struk      | 22.02.2010        | nadal             |

#### Zarząd województwa pomorskiego od 24 czerwca 2024[30]
| Marszałek            | Mieczysław Struk                                                                            | Mieczysław Struk                                                                            | Mieczysław Struk                                                                            |
| -------------------- | ------------------------------------------------------------------------------------------- | ------------------------------------------------------------------------------------------- | ------------------------------------------------------------------------------------------- |
| Wicemarszałkowie     | Leszek Bonna, Marcin Skwierawski                                                            | Leszek Bonna, Marcin Skwierawski                                                            | Leszek Bonna, Marcin Skwierawski                                                            |
| Pozostali członkowie | Iwona Mielewczyk (do 29 lipca 2024), Agnieszka Baranowska (od 29 lipca 2024), Adam Gawrylik | Iwona Mielewczyk (do 29 lipca 2024), Agnieszka Baranowska (od 29 lipca 2024), Adam Gawrylik | Iwona Mielewczyk (do 29 lipca 2024), Agnieszka Baranowska (od 29 lipca 2024), Adam Gawrylik |

#### Wicemarszałkowie województwa pomorskiego
- Jacek Kurski (od 1999 do 2001)
- Witold Namyślak (od 2000 do 2002)
- Jan Kozłowski (od 2001 do 2002)
- Marek Biernacki (od 2002 do 2004)
- Bogdan Borusewicz (od 2002 do 2004)
- Kazimierz Klawiter (od 2004 do 2005)
- Ryszard Nikiel (od 2005 do 2006)
- Mieczysław Struk (od 2005 do 2010)
- Leszek Czarnobaj (od 2006 do 2010)
- Wiesław Byczkowski (od 2010 do 2024)
- Hanna Zych-Cisoń (od 2010 do 2014)
- Krzysztof Trawicki (od 2014 do 2018)
- Ryszard Świlski (od 2018[32] do 2019)
- Leszek Bonna (od 2019[33])
- Marcin Skwierawski (od 2024)

#### Członkowie zarządu województwa pomorskiego
- Witold Namyślak (od 1999 do 2000)
- Dariusz Sobczak (od 1999 do 2000)[34][35][36]
- Kazimierz Klawiter (od 2000 do 2002)
- Bogdan Borusewicz (od 2001 do 2002, od 2004 do 2005)
- Przemysław Marchlewicz (od 2002 do 2004)
- Jacek Głowacz (od 2002 do 2006)
- Mirosław Górski (od 2005 do 2006)
- Wiesław Byczkowski (od 2006 do 2010)
- Krystyna Pajura (od 2006 do 2010)[37]
- Wiesław Kamiński (w 2010)[38]
- Adam Leik (w 2010)
- Czesław Elzanowski (od 2010 do 2014)[39]
- Ryszard Świlski (od 2010 do 2018)
- Hanna Zych-Cisoń (od 2014 do 2016)
- Paweł Orłowski (od 2016 do 2018)
- Agnieszka Kapała-Sokalska (od 2018 do 2024)
- Józef Sarnowski (od 2018 do 2024)
- Iwona Mielewczyk (w 2024)[40][41]
- Adam Gawrylik (od 2024)
- Agnieszka Baranowska (od 2024)[42]

### Administracja rządowa
Organem administracji rządowej jest Wojewoda Pomorski, wyznaczany przez Prezesa Rady Ministrów. Siedzibą wojewody jest Gdańsk, posiada on także delegaturę w Słupsku.

#### Wojewodowie pomorscy
- Tomasz Sowiński (od 1 stycznia 1999 do 20 października 2001)
- Jan Ryszard Kurylczyk (od 20 października 2001 do 26 lipca 2004)
- Cezary Dąbrowski (od 26 lipca 2004 do 27 stycznia 2006)
- Piotr Ołowski (od 27 stycznia 2006 do 26 lutego 2007)
- Piotr Karczewski (od 22 maja 2007 do 29 listopada 2007)
- Roman Zaborowski (od 29 listopada 2007 do 25 października 2011)
- Ryszard Stachurski (od 12 grudnia 2011 do 8 grudnia 2015)
- Dariusz Drelich (od 8 grudnia 2015 do 20 grudnia 2023)
- Beata Rutkiewicz (od 20 grudnia 2023)

#### Wicewojewodowie pomorscy
- Krzysztof Pusz (od stycznia 1999 do października 2001)
- Edmund Głombiewski (od marca 1999 do października 2001)
- Stanisław Kochanowski (od października 2001 do marca 2003)
- Krystyna Gozdawa-Nocoń (od kwietnia 2003 do stycznia 2006)
- Piotr Karczewski (od 2006 do maja 2007)
- Aleksandra Jankowska (od maja 2007 do grudnia 2007)
- Michał Owczarczak (od 27 grudnia 2007 do 9 grudnia 2015)
- Mariusz Łuczyk (od 16 grudnia 2015 do 20 grudnia 2023)
- Michał Bąkowski (od 27 maja 2020[44] do 21 grudnia 2021)
- Aleksander Jankowski (od 21 grudnia 2021[45] do 20 grudnia 2023)
- Emil Rojek (od 8 marca 2024)[46][47]
- Anna Olkowska-Jacyno (od 8 marca 2024)[48]

## Logo województwa pomorskiego

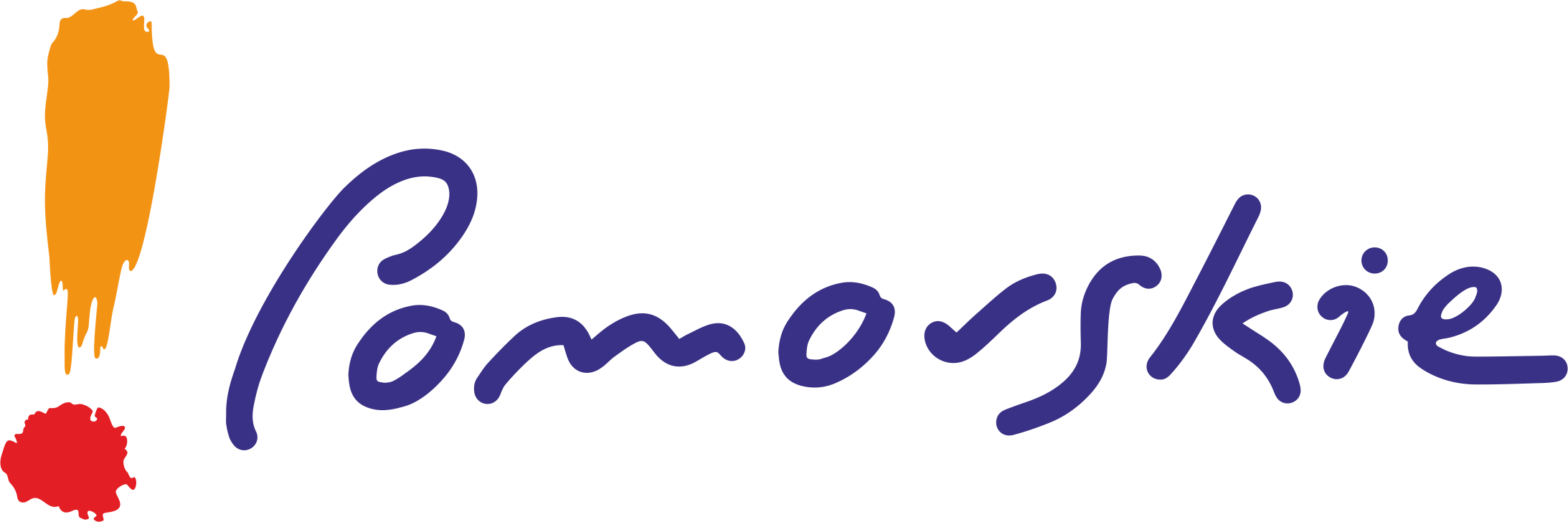
Logo województwa

Pierwsze logo województwa pomorskiego zostało wyłonione w konkursie i oficjalnie ogłoszone 22 czerwca 2007 roku. Autor logo to Wojciech Janicki, wykładowca poznańskiej Akademii Sztuk Pięknych. Przedstawiało ono maszerującego człowieka, złożonego z trzech elementów: słońca (głowa postaci) symbolizującego radość, energię, rozwój, fali (tworzącej ręce) podkreślającej nadmorskie położenie województwa, wypoczynek oraz dynamikę oraz strzałki (przypominającej nogi), która z jednej strony wskazuje kurs, kierunek północny, a z drugiej przypomina namiot – oznaczający turystykę lub dach domu – symbol opieki i gościnności. Pod grafiką znajdowało się hasło promujące województwo: „Pomorskie – dobry kurs”, również wyłonione w drodze konkursu.
15 kwietnia 2015 zaprezentowano nowe logo województwa autorstwa grafika Andrzeja Pągowskiego. Składa się ono z żółto-czerwonego wykrzyknika i stylizowanego napisu „Pomorskie” w kolorze granatowym.